# Decasphex cretacicus
Decasphex cretacicus (лат.) — вымерший вид сфекоидных ос, единственный представитель рода Decasphex из семейства Burmasphecidae (ранее в Angarosphecidae). Обнаружен в ископаемом состоянии в меловом бирманском янтаре в Hukawng Valley (Мьянма).

## Описание
Мелкая оса, длина тела менее 3 мм. От близких групп отличается по 10-сегментированным усикам самок (по сравнению с 12-сегментными у других ос), мезосома более удлинённая, переднее крыло с низкой ячейкой 2cua (она ниже ячейки 1mcu в поперечном направлении к оси крыла), метасомальное сегменты 1-3 не разделены глубокими перетяжками. Формула голенных шпор: 1-2-2. Наиболее сходен с Burmasphex Melo et Rosa, 2018. Родовое название основано на латинизированных греческих словах deca (десять) и sphex (оса).